# 大藪春彦賞
大藪春彦賞（おおやぶはるひこしょう）は、大藪春彦賞選考委員会が主催し、徳間書店が後援する大藪春彦を記念した文学賞。ハードボイルド小説・冒険小説に分類される小説に与えられる。賞金は300万円。略称は大藪賞。
本賞が第20回を迎えるのを記念し、大藪春彦新人賞が創設される。

## 受賞作一覧
年は発表年。

### 第1回 - 第10回
| 回（年）         |      | 受賞・候補作                            | 著者         | 初刊                             |
| ---------------- | ---- | --------------------------------------- | ------------ | -------------------------------- |
| 第1回（1999年）  | 受賞 | 『漂流街』                              | 馳星周       | 1998年9月 徳間書店               |
| 第1回（1999年）  | 候補 | 『幻の女』                              | 香納諒一     | 1998年6月 角川書店               |
| 第1回（1999年）  | 候補 | 『ディール・メイカー』                  | 服部真澄     | 1998年9月 祥伝社                 |
| 第1回（1999年）  | 候補 | 『狂気の父を敬え』                      | 鈴木輝一郎   | 1998年8月 新潮社                 |
| 第1回（1999年）  | 候補 | 『海賊モア船長の遍歴』                  | 多島斗志之   | 1998年7月 中央公論社             |
| 第2回（2000年）  | 受賞 | 『亡国のイージス』                      | 福井晴敏     | 1999年8月 講談社                 |
| 第2回（2000年）  | 候補 | 『最悪』                                | 奥田英朗     | 1999年2月 講談社                 |
| 第2回（2000年）  | 候補 | 『トウキョウ・バグ』                    | 内山安雄     | 1999年3月 毎日新聞社             |
| 第2回（2000年）  | 候補 | 『千里眼』                              | 松岡圭祐     | 1999年6月 小学館刊               |
| 第2回（2000年）  | 候補 | 『カラス』                              | 小川竜生     | 1999年9月 徳間書店               |
| 第3回（2001年）  | 受賞 | 『スリー・アゲーツ 三つの瑪瑙』         | 五條瑛       | 1999年12月 集英社                |
| 第3回（2001年）  | 候補 | 『ミッドナイトイーグル』                | 高嶋哲夫     | 2000年4月 文藝春秋               |
| 第3回（2001年）  | 候補 | 『無間地獄』                            | 新堂冬樹     | 2000年5月 幻冬舎                 |
| 第3回（2001年）  | 候補 | 『炎の影』                              | 香納諒一     | 2000年9月 角川春樹事務所         |
| 第3回（2001年）  | 候補 | 『棘』                                  | 鳴海章       | 2000年9月 徳間書店               |
| 第4回（2002年）  | 受賞 | 『邪魔』                                | 奥田英朗     | 2001年4月 講談社                 |
| 第4回（2002年）  | 候補 | 『赤・黒 池袋ウエストゲートパーク外伝』 | 石田衣良     | 2001年2月 徳間書店               |
| 第4回（2002年）  | 候補 | 『ZERO』【上・下】                      | 麻生幾       | 2001年8月 幻冬舎                 |
| 第4回（2002年）  | 候補 | 『虚貌』                                | 雫井脩介     | 2001年9月 幻冬舎                 |
| 第5回（2003年）  | 受賞 | 『ハルビン・カフェ』                    | 打海文三     | 2002年4月 角川書店               |
| 第5回（2003年）  | 候補 | 『漂流トラック』                        | 安東能明     | 2001年10月 新潮社                |
| 第5回（2003年）  | 候補 | 『GOTH リストカット事件』               | 乙一         | 2002年7月 角川書店               |
| 第5回（2003年）  | 候補 | 『溝鼠』                                | 新堂冬樹     | 2002年4月 徳間書店               |
| 第5回（2003年）  | 候補 | 『ニューナンブ』                        | 鳴海章       | 2002年6月 講談社                 |
| 第6回（2004年）  | 受賞 | 『ワイルド・ソウル』                    | 垣根涼介     | 2003年8月 幻冬舎                 |
| 第6回（2004年）  | 受賞 | 『太平洋の薔薇』【上・下】              | 笹本稜平     | 2003年8月 中央公論新社           |
| 第6回（2004年）  | 候補 | 『陽気なギャングが地球を回す』          | 伊坂幸太郎   | 2003年2月 祥伝社〈ノン・ノベル〉 |
| 第6回（2004年）  | 候補 | 『BT'63』                               | 池井戸潤     | 2003年6月 朝日新聞社             |
| 第6回（2004年）  | 候補 | 『国籍不明』【上・下】                  | 麻野涼       | 2003年7月 講談社                 |
| 第7回（2005年）  | 受賞 | 『犯人に告ぐ』                          | 雫井脩介     | 2004年7月 双葉社                 |
| 第7回（2005年）  | 候補 | 『ポリスマン』                          | 永瀬隼介     | 2003年12月 幻冬舎                |
| 第7回（2005年）  | 候補 | 『最終退行』                            | 池井戸潤     | 2004年2月 小学館                 |
| 第7回（2005年）  | 候補 | 『グラスホッパー』                      | 伊坂幸太郎   | 2004年7月 角川書店               |
| 第7回（2005年）  | 候補 | 『警視庁鑑識課 鎮静剤』                 | 北林優       | 2004年9月 徳間書店               |
| 第8回（2006年）  | 受賞 | 『遠くて浅い海』                        | ヒキタクニオ | 2005年9月 文藝春秋               |
| 第8回（2006年）  | 候補 | 『震災列島』                            | 石黒耀       | 2004年10月 講談社                |
| 第8回（2006年）  | 候補 | 『腐蝕の王国』【上・下】                | 江上剛       | 2005年5月 小学館                 |
| 第8回（2006年）  | 候補 | 『サバイバー・ミッション』              | 小笠原慧     | 2004年10月 文藝春秋              |
| 第8回（2006年）  | 候補 | 『交戦規則ROE』                         | 黒崎視音     | 2005年8月 徳間書店               |
| 第9回（2007年）  | 受賞 | 『蒼火』                                | 北重人       | 2005年11月 文藝春秋              |
| 第9回（2007年）  | 受賞 | 『TENGU』                               | 柴田哲孝     | 2006年7月 祥伝社                 |
| 第9回（2007年）  | 候補 | 『デッドライン』                        | 建倉圭介     | 2006年7月 角川書店               |
| 第9回（2007年）  | 候補 | 『ストロベリーナイト』                  | 誉田哲也     | 2006年2月 光文社                 |
| 第9回（2007年）  | 候補 | 『導火線』                              | 松浪和夫     | 2006年9月 徳間書店               |
| 第10回（2008年） | 受賞 | 『サクリファイス』                      | 近藤史恵     | 2007年8月 新潮社                 |
| 第10回（2008年） | 受賞 | 『すじぼり』                            | 福澤徹三     | 2006年11月 角川書店              |
| 第10回（2008年） | 候補 | 『エスピオナージ』                      | 麻生幾       | 2007年8月 幻冬舎                 |
| 第10回（2008年） | 候補 | 『孤独なき地 K・S・P』                  | 香納諒一     | 2007年3月 徳間書店               |
| 第10回（2008年） | 候補 | 『誓いの夏から』                        | 永瀬隼介     | 2007年2月 光文社                 |

### 第11回 - 第20回
| 回（年）         |      | 受賞・候補作                          | 著者         | 初刊                                                |
| ---------------- | ---- | ------------------------------------- | ------------ | --------------------------------------------------- |
| 第11回（2009年） | 受賞 | 『路傍』                              | 東山彰良     | 2008年2月 集英社                                    |
| 第11回（2009年） | 候補 | 『聖域』                              | 大倉崇裕     | 2008年4月 東京創元社                                |
| 第11回（2009年） | 候補 | 『ライオンの冬』                      | 沢木冬吾     | 2008年3月 角川書店                                  |
| 第11回（2009年） | 候補 | 『無人地帯』                          | 永瀬隼介     | 2008年9月 徳間書店                                  |
| 第11回（2009年） | 候補 | 『ジョーカー・ゲーム』                | 柳広司       | 2008年8月 角川書店                                  |
| 第12回（2010年） | 受賞 | 『約束の地』                          | 樋口明雄     | 2008年11月 光文社                                   |
| 第12回（2010年） | 受賞 | 『龍神の雨』                          | 道尾秀介     | 2009年5月 新潮社                                    |
| 第12回（2010年） | 候補 | 『脇役スタンド・バイ・ミー』          | 沢村凜       | 2009年4月 新潮社                                    |
| 第12回（2010年） | 候補 | 『風の中のマリア』                    | 百田尚樹     | 2009年3月 講談社                                    |
| 第12回（2010年） | 候補 | 『ハング』                            | 誉田哲也     | 2009年9月 徳間書店                                  |
| 第13回（2011年） | 受賞 | 『ダイナー』                          | 平山夢明     | 2009年10月 ポプラ社                                 |
| 第13回（2011年） | 候補 | 『メグル』                            | 乾ルカ       | 2010年2月 東京創元社                                |
| 第13回（2011年） | 候補 | 『天佑、我にあり 天海譚戦川中島異聞』 | 海道龍一朗   | 2010年8月 講談社                                    |
| 第13回（2011年） | 候補 | 『神の棘』【I・II】                   | 須賀しのぶ   | 2010年7・8月 早川書房〈ハヤカワ・ミステリワールド〉 |
| 第13回（2011年） | 候補 | 『ハイ・アラート』                    | 福田和代     | 2010年9月 徳間書店                                  |
| 第14回（2012年） | 受賞 | 『ユリゴコロ』                        | 沼田まほかる | 2011年3月 双葉社                                    |
| 第14回（2012年） | 候補 | 『心に雹の降りしきる』                | 香納諒一     | 2011年9月 双葉社                                    |
| 第14回（2012年） | 候補 | 『ラブレス』                          | 桜木紫乃     | 2011年8月 新潮社                                    |
| 第14回（2012年） | 候補 | 『テロルのすべて』                    | 樋口毅宏     | 2011年7月 徳間書店                                  |
| 第14回（2012年） | 候補 | 『ハードラック』                      | 薬丸岳       | 2011年9月 徳間書店                                  |
| 第15回（2013年） | 受賞 | 『検事の本懐』                        | 柚月裕子     | 2011年11月 宝島社                                   |
| 第15回（2013年） | 候補 | 『忍び秘伝』                          | 乾緑郎       | 2011年10月 朝日新聞出版                             |
| 第15回（2013年） | 候補 | 『女警察署長 K・S・P』                | 香納諒一     | 2012年7月 徳間書店                                  |
| 第15回（2013年） | 候補 | 『アンチェルの蝶』                    | 遠田潤子     | 2011年12月 光文社                                   |
| 第16回（2014年） | 受賞 | 『リバーサイド・チルドレン』          | 梓崎優       | 2013年9月 東京創元社〈ミステリ・フロンティア〉      |
| 第16回（2014年） | 受賞 | 『ヤマの疾風』                        | 西村健       | 2013年9月 徳間書店                                  |
| 第16回（2014年） | 候補 | 『血の轍』                            | 相場英雄     | 2013年1月 幻冬舎                                    |
| 第16回（2014年） | 候補 | 『盗まれた顔』                        | 羽田圭介     | 2012年10月 幻冬舎                                   |
| 第16回（2014年） | 候補 | 『光る牙』                            | 吉村龍一     | 2013年3月 講談社                                    |
| 第17回（2015年） | 受賞 | 『鬼はもとより』                      | 青山文平     | 2014年9月 徳間書店                                  |
| 第17回（2015年） | 受賞 | 『コルトM1851残月』                   | 月村了衛     | 2013年11月 講談社                                   |
| 第17回（2015年） | 候補 | 『波形の声』                          | 長岡弘樹     | 2014年2月 徳間書店                                  |
| 第17回（2015年） | 候補 | 『未必のマクベス』                    | 早瀬耕       | 2014年9月 早川書房〈ハヤカワ・ミステリワールド〉    |
| 第17回（2015年） | 候補 | 『ハンザキ』                          | 両角長彦     | 2014年2月 双葉社                                    |
| 第18回（2016年） | 受賞 | 『革命前夜』                          | 須賀しのぶ   | 2015年3月 文藝春秋                                  |
| 第18回（2016年） | 候補 | 『エアー2.0』                         | 榎本憲男     | 2015年9月 小学館                                    |
| 第18回（2016年） | 候補 | 『戦場のコックたち』                  | 深緑野分     | 2015年8月 東京創元社                                |
| 第18回（2016年） | 候補 | 『トリダシ』                          | 本城雅人     | 2015年7月 文藝春秋                                  |
| 第19回（2017年） | 受賞 | 『リボルバー・リリー』                | 長浦京       | 2016年4月 講談社                                    |
| 第19回（2017年） | 候補 | 『ロスト』                            | 呉勝浩       | 2015年12月 講談社                                   |
| 第19回（2017年） | 候補 | 『真犯人』                            | 翔田寛       | 2015年10月 小学館                                   |
| 第19回（2017年） | 候補 | 『卑怯者の流儀』                      | 深町秋生     | 2016年9月 徳間書店                                  |
| 第20回（2018年） | 受賞 | 『白い衝動』                          | 呉勝浩       | 2017年1月 講談社                                    |
| 第20回（2018年） | 受賞 | 『Ank: a mirroring ape』              | 佐藤究       | 2017年8月 講談社                                    |
| 第20回（2018年） | 候補 | 『痣』                                | 伊岡瞬       | 2016年11月 徳間書店                                 |
| 第20回（2018年） | 候補 | 『カミカゼの邦』                      | 神野オキナ   | 2017年8月 徳間書店                                  |
| 第20回（2018年） | 候補 | 『地獄の犬たち』                      | 深町秋生     | 2017年9月 KADOKAWA                                  |

### 第21回 - 現在
| 回（年）         |          | 受賞・候補作                                    | 著者         | 初刊                    |
| ---------------- | -------- | ----------------------------------------------- | ------------ | ----------------------- |
| 第21回（2019年） | 受賞     | 『肉弾』                                        | 河﨑秋子     | 2017年10月 KADOKAWA     |
| 第21回（2019年） | 受賞     | 『凍てつく太陽』                                | 葉真中顕     | 2018年8月 幻冬舎        |
| 第21回（2019年） | 候補     | 『赤い靴』                                      | 大山淳子     | 2018年8月 ポプラ社      |
| 第21回（2019年） | 候補     | 『黙過』                                        | 下村敦史     | 2018年4月 徳間書店      |
| 第21回（2019年） | 候補     | 『ベルリンは晴れているか』                      | 深緑野分     | 2018年9月 筑摩書房      |
| 第22回（2020年） | 受賞     | 『犬』                                          | 赤松利市     | 2019年9月 徳間書店      |
| 第22回（2020年） | 候補     | 『ドライブインまほろば』                        | 遠田潤子     | 2018年10月 祥伝社       |
| 第22回（2020年） | 候補     | 『シークレット・ペイン 夜去医療刑務所・南病舎』 | 前川ほまれ   | 2019年9月 ポプラ社      |
| 第22回（2020年） | 候補辞退 | 『熱源』                                        | 川越宗一     | 2019年8月 文藝春秋      |
| 第23回（2021年） | 受賞     | 『インビジブル』                                | 坂上泉       | 2020年8月 文藝春秋      |
| 第23回（2021年） | 候補     | 『計策師 甲駿相三国同盟異聞』                   | 赤神諒       | 2019年10月 朝日新聞出版 |
| 第23回（2021年） | 候補     | 『ボニン浄土』                                  | 宇佐美まこと | 2020年6月 小学館        |
| 第23回（2021年） | 候補     | 『地面師たち』                                  | 新庄耕       | 2019年12月 集英社       |
| 第24回（2022年） | 受賞     | 『阿修羅草紙』                                  | 武内涼       | 2020年12月 新潮社       |
| 第24回（2022年） | 受賞     | 『トリカゴ』                                    | 辻堂ゆめ     | 2021年9月 東京創元社    |
| 第24回（2022年） | 候補     | 『幻月と探偵』                                  | 伊吹亜門     | 2021年8月 KADOKAWA      |
| 第24回（2022年） | 候補     | 『マルチの子』                                  | 西尾潤       | 2021年6月 徳間書店      |
| 第25回（2023年） | 受賞     | 『はぐれ鴉』                                    | 赤神諒       | 2022年7月 集英社        |
| 第25回（2023年） | 受賞     | 『ラブカは静かに弓を持つ』                      | 安壇美緒     | 2022年5月 集英社        |
| 第25回（2023年） | 候補     | 『ダブルバインド』                              | 城山真一     | 2021年10月 双葉社       |
| 第25回（2023年） | 候補     | 『SIP 超知能警察』                              | 山之口洋     | 2021年10月 双葉社       |
| 第26回（2024年） | 受賞     | 『未明の砦』                                    | 太田愛       | 2023年7月 KADOKAWA      |
| 第26回（2024年） | 受賞     | 『俠』                                          | 松下隆一     | 2023年2月 講談社        |
| 第26回（2024年） | 候補     | 『バールの正しい使い方』                        | 青本雪平     | 2022年12月 徳間書店     |
| 第26回（2024年） | 候補     | 『川崎警察 下流域』                             | 香納諒一     | 2023年1月 徳間書店      |
| 第26回（2024年） | 候補     | 『わたしたちに翼はいらない』                    | 寺地はるな   | 2023年8月 新潮社        |
| 第27回（2025年） | 受賞     | 『円かなる大地』                                | 武川佑       | 2024年9月 講談社        |
| 第27回（2025年） | 候補     | 『嘘か真言か』                                  | 五十嵐律人   | 2024年8月 文藝春秋      |
| 第27回（2025年） | 候補     | 『誰かがジョーカーをひく』                      | 宇佐美まこと | 2023年11月 徳間書店     |
| 第27回（2025年） | 候補     | 『死蝋の匣』                                    | 櫛木理宇     | 2024年7月 KADOKAWA      |
| 第27回（2025年） | 候補     | 『グレイの森』                                  | 水野梓       | 2023年10月 徳間書店     |

## 選考委員
- 第1回 - 第5回 : 生島治郎、大沢在昌、北方謙三、船戸与一
- 第6回 - 第7回 : 大沢在昌、北方謙三、西木正明、夢枕獏
- 第8回 - 第11回 : 逢坂剛、志水辰夫、西木正明、夢枕獏
- 第12回 - 第13回 : 逢坂剛、志水辰夫、真保裕一、馳星周
- 第14回 - 第19回 : 大沢在昌、今野敏、馳星周、藤田宜永
- 第20回 - 第22回 : 大沢在昌、黒川博行、藤田宜永[5]
- 第23回 -  : 大沢在昌、黒川博行、東山彰良